# Elton (Luisiana)
Elton es un pueblo ubicado en la parroquia de Jefferson Davis en el estado estadounidense de Luisiana. En el Censo de 2010 tenía una población de 1128 habitantes y una densidad poblacional de 264,76 personas por km².

## Geografía
Elton se encuentra ubicado en las coordenadas 30°28′52″N 92°41′51″O / 30.48111, -92.69750. Según la Oficina del Censo de los Estados Unidos, Elton tiene una superficie total de 4.26 km², de la cual 4.26 km² corresponden a tierra firme y (0%) 0 km² es agua.

## Demografía
Según el censo de 2010, había 1128 personas residiendo en Elton. La densidad de población era de 264,76 hab./km². De los 1128 habitantes, Elton estaba compuesto por el 56.12% blancos, el 37.85% eran afroamericanos, el 1.95% eran amerindios, el 0.44% eran asiáticos, el 0% eran isleños del Pacífico, el 0.71% eran de otras razas y el 2.93% pertenecían a dos o más razas. Del total de la población el 2.39% eran hispanos o latinos de cualquier raza.